# Карл Лудвиг Филип фон Залм-Грумбах
Карл Лудвиг Филип фон Залм-Грумбах (на немски: Karl Ludwig Philipp (Carl Ludwig Friedrich) von Salm-Grumbach; * 27 май 1678, Грумбах; † 1 юни 1727, Грумбах, погребан в Зулцбах) е от 1719 г. граф на Залм и вилд– и Рейнграф в Грумбах.

## Произход
Той е син на вилд и рейнграф Леополд Филип Вилхелм фон Салм-Грумбах (1642 – 1719) и съпругата му графиня и вилд- и рейнграфиня Фридерика Юлиана фон Кирбург (1651 – 1705), дъщеря на граф, вилд и рейнграф Георг Фридрих фон Салм-Кирбург (1611 – 1681) и графиня Анна Елизабет фон Щолберг (1611 – 1671).
Между 1719 и 1724 г. дворецът Грумбах е разширен и се създава увеселителна градина.

## Фамилия
Първи брак: на 10 януари 1701 г. в Узинген с принцеса Мария Вилхелмина Хенриета фон Насау-Узинген (* 13 април 1679; † 1 ноември 1718, Грумбах), дъщеря на княз Валрад фон Насау-Узинген (1635 – 1702) и Катерина Франсоаз комтеса дьо Круа-Рьол († 1686). Те имат десет деца:
- Карл Валрад Вилхелм фон Салм-Грумбах (* 10 октомври 1701; † 11 юли 1763), граф на Салм, вилд-рейнграф в Грумбах, женен на 13 септември 1728 г. за графиня Юлиана Франциска фон Прьозинг и Лимпург (* 15 февруари 1709; † 13 декември 1775)
- Леополд Фридрих Вилхелм фон Салм-Грумбах (* 23 януари 1703; † млад)
- Леополд Фридрих Ернст Максимилиан фон Салм-Грумбах (* 4 юни 1705; † 7 февруари 1737), граф на Салм, вилд-рейнграф в Грумбах, неженен
- Вилхелмина Луиза фон Салм-Грумбах (* 3 март 1706; † 5 февруари 1780, Björnö), омъжена 1741 г. за граф Нилс Юлиус Левенхаупт цу Разеборг и Фалкенщайн (* 21 май 1708; † 19 април 1776)
- Ото Фридрих Лудвиг фон Салм-Грумбах (* 8 декември 1706; † 1707)
- Филип Франц фон Салм-Грумбах (* 10 февруари 1708; † 22 февруари 1733)
- Албертина Шарлота фон Салм-Грумбах (* 4 февруари/април 1709; † 26 март 1748)
- Густав Фридрих фон Салм-Грумбах (* 9 март 1710; † 26 март 1748)
- Кристина/Кристиана Хенриета фон Салм-Грумбах (* 2 март 1711; † 5 януари 1741), неомъжена
- Шарлота Филипина он Салм-Грумбах (* 6 април 1712; † млада)

Втори брак: на 13 юли 1720 г. в Грумбах с графиня София Доротея фон Насау-Саарбрюкен (* 14 юли 1670; † 21 юни 1748, Грумбах), дъщеря на граф Густав Адолф фон Насау-Саарбрюкен (1632 – 1677) и съпругата му графиня Елеанора Клара фон Хоенлое-Нойенщайн (1632 – 1709). Те нямат деца.